# 白金 (福岡市)
白金（）は、福岡県福岡市中央区の町名。現行の行政地名は、白金一丁目及び二丁目（住居表示実施済）。面積は212,470平方メートル (21.25 ha)。2023年5月末現在の人口は3,970人。郵便番号は810-0012。

## 地理

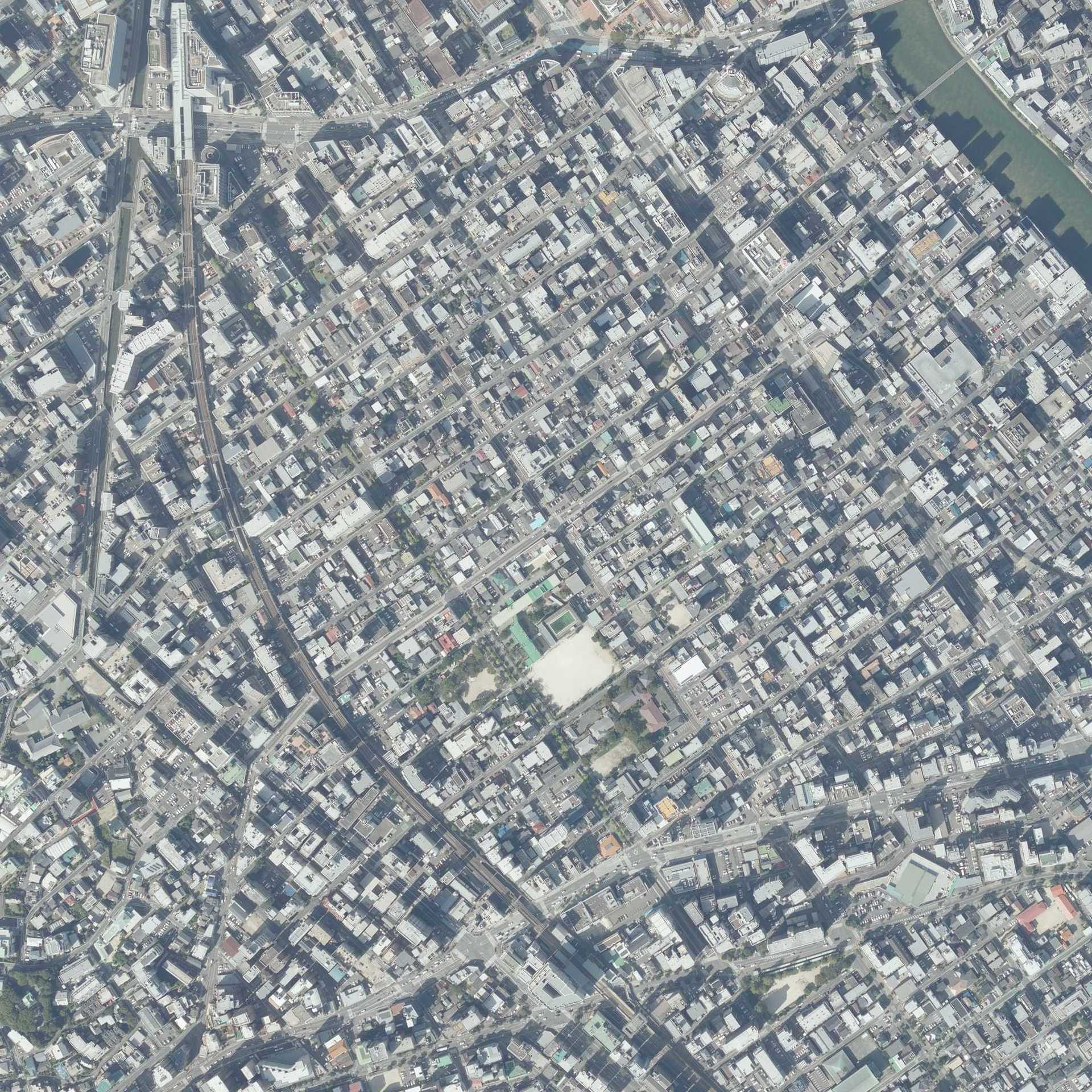
土地利用の状況

福岡市の「都心部」とされる中央区天神等の南南東約1.7キロメートル、中央区の南東部、福岡市道博多駅草ヶ江線（城南線）の南東側に位置する。北で渡辺通（）と、北東で高砂（）と、南東で那の川（）と、南西で大宮（）及び平尾（）と、西で薬院（）と隣接する。土地利用については、西鉄天神大牟田線及び福岡市地下鉄七隈線薬院駅の南東側に南北に広がっており、主に住宅地となっている。また、町内には福岡県知事公舎がある。

### 河川
白金の南西側に次の河川が横断している。
- 薬院新川（）[注釈 1]の支川（支流）

### 都市計画等
白金を含む地区の都市計画における位置づけについては、2012年（平成24年）12月21日に策定された『第9次福岡市基本計画』の「都市空間構想図」において、「都心部」に含まれている。都心部のなかでも特に天神・渡辺通地区、博多駅周辺地区、ウォーターフロント地区（博多ふ頭及び中央ふ頭）の3地区が都心部の核とされており、白金を含む地区は天神・渡辺通地区の南に位置する。都市計画に関しては、「福岡市都市計画マスタープラン」において定められた方針については次のとおりである。交通ネットワークに関しては、都市の骨格となる福岡県道555号桧原比恵線（百年橋通り）の沿道や幹線道路である福岡市道博多駅草ヶ江線（城南線）の沿道は、商業、業務、サービス施設や中高層住宅などが連続した「都市軸」や「沿道軸」に位置付けられている。土地利用については、全域が住宅を中心に都心機能を支援する業務施設、商業施設が共存する「複合市街地ゾーン」に位置付けられ、職住が調和した複合市街地づくりと良好な街並みの形成などがまちづくりの視点とされている。用途地域については次のとおりである。白金一丁目のうち福岡市道白金282号線及び283号線の北西側並びに白金二丁目のうち福岡市道白金号線304及び305号線の南東側が商業地域に、これら以外が第二種住居地域に指定されている。

## 歴史

### 町域の変遷
| 住居表示実施後           | 実施年月日         | 住居表示実施前（各大字の一部）                   |
| ------------------------ | ------------------ | ------------------------------------------------ |
| 白金一丁目から白金二丁目 | 1962年（昭和37年） | 白金町・向田町・原吉町・昭和通・八幡本町・二見町 |

## 人口
白金一丁目及び二丁目について人口の推移を福岡市の住民基本台帳（公称町別）に基づき示す（単位：人）。集計時点は各年9月末現在である。
- 2001年（平成13年）：2,481
- 2002年（平成14年）：2,504
- 2003年（平成15年）：2,567
- 2004年（平成16年）：2,683
- 2005年（平成17年）：2,726
- 2006年（平成18年）：2,837
- 2007年（平成19年）：3,000
- 2008年（平成20年）：2,988
- 2009年（平成21年）：3,000
- 2010年（平成22年）：3,031
- 2011年（平成23年）：3,187
- 2012年（平成24年）：3,266
- 2013年（平成25年）：3,425
- 2014年（平成26年）：3,484
- 2015年（平成27年）：3,522
- 2016年（平成28年）：3,564
- 2017年（平成29年）：3,622
- 2018年（平成30年）：3,664
- 2019年（令和元年）：3,755
- 2020年（令和2年）：3,914
- 2021年（令和3年）：3,896
- 2022年（令和4年）：3,948

## 交通

### 道路
主な幹線道路は次の通り。

#### 県道
- 福岡県道555号桧原比恵線（福岡市道路愛称：百年橋通り）

#### 市道
市道のうち主な幹線道路は次の通り。
- 市道博多駅草ヶ江線（幹線一級市町村道、城南線）
- 市道高砂平尾線（幹線二級市町村道）

### 鉄道
鉄道については、町域の北側に福岡市交通局が運営する地下鉄の福岡市地下鉄七隈線及び西日本鉄道の西鉄天神大牟田線が通っており、次の駅がある。
- 薬院駅（距離は道程で約0.1～1.1キロメートル、両路線が乗り入れる。）[注釈 4]

また、町外ではあるが、町域の南側では西鉄天神大牟田線の次の駅が最寄りの場合がある。
- 西鉄平尾駅（距離は道程で約0.3～1.3キロメートル）

交通の写真
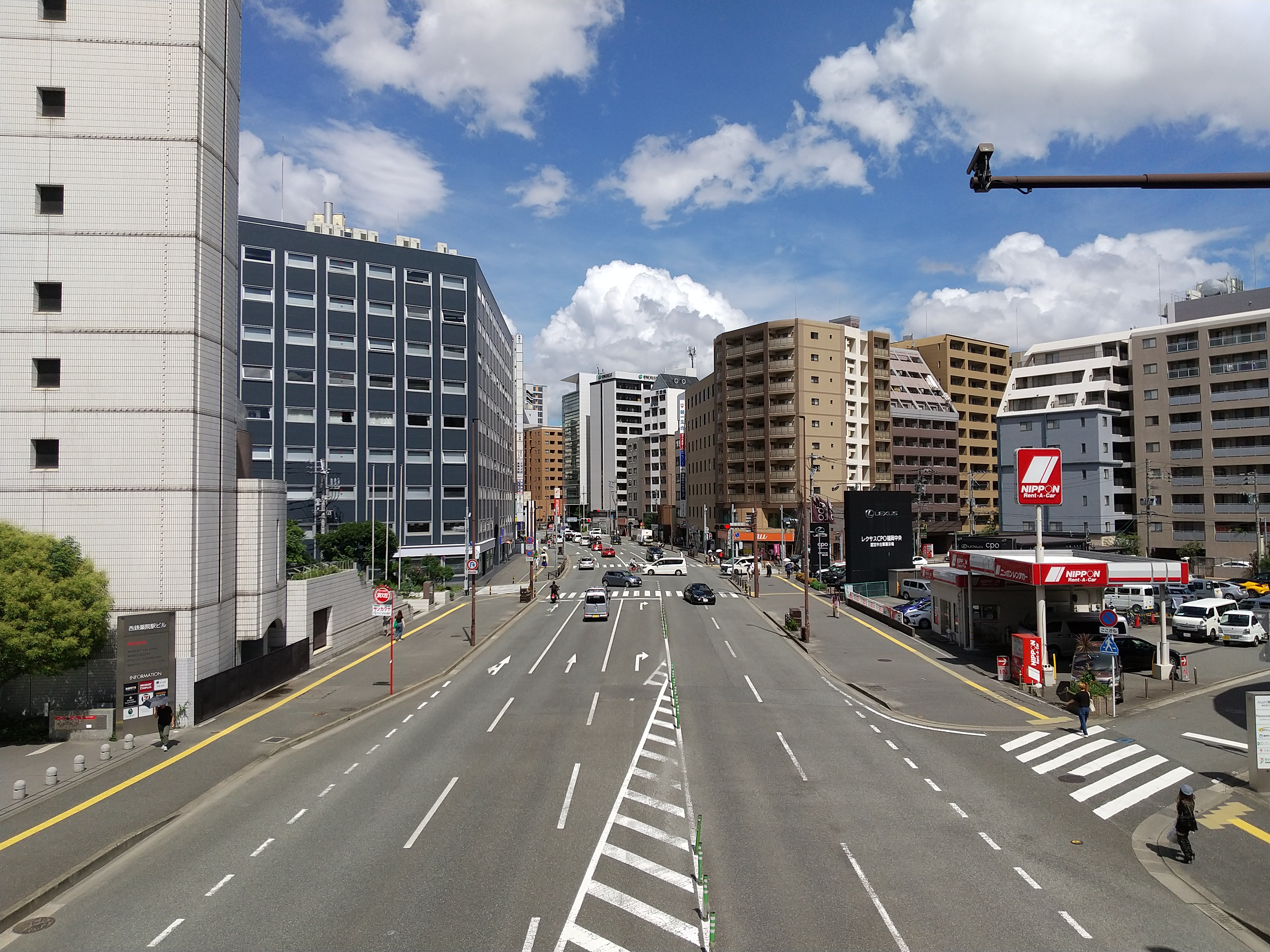
城南線、薬院駅歩道橋より東
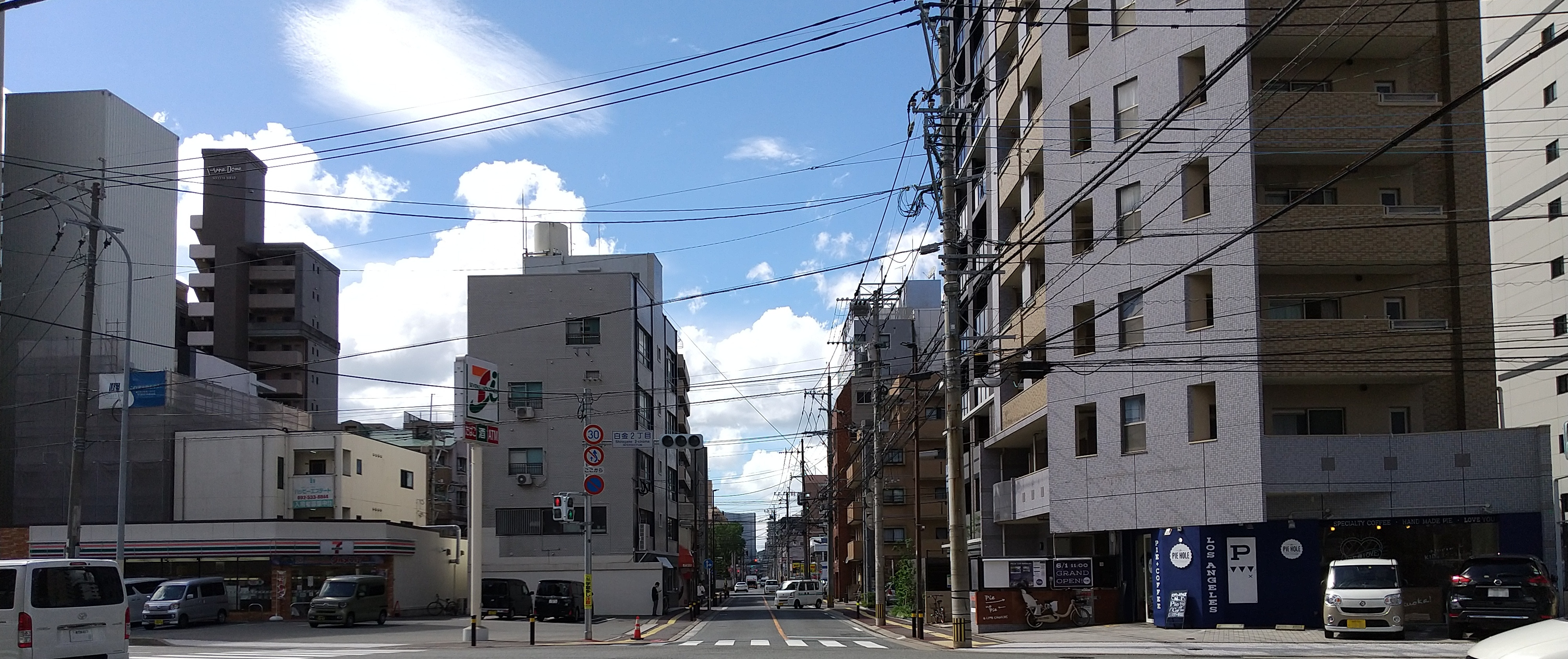
白金通線、白金二丁目交差点より北西
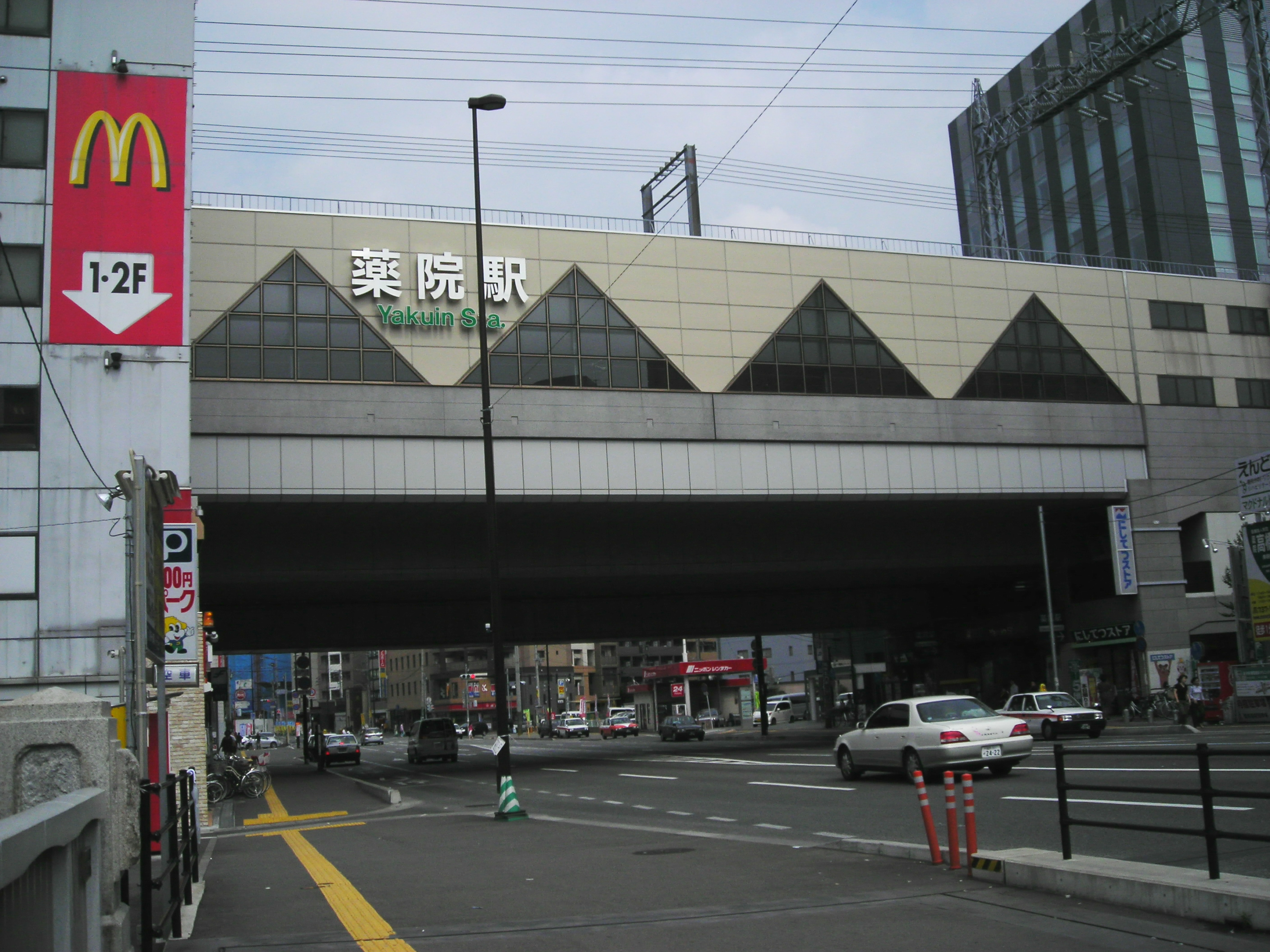
西鉄天神大牟田線薬院駅

### バス
バスについては、西日本鉄道株式会社が運営する西鉄バスが近くを運行しており、一部町外も含むが、次の停留所がある。
- 城南線沿い：薬院駅前、渡辺通一丁目
- 百年橋通り沿い：那の川二丁目
- 日赤通り沿い：渡辺通一丁目、高砂、高砂二丁目

## 施設

### 公共・公益施設
- 福岡県知事公舎（見学が可能[注釈 5][12]）
- 白金公園[注釈 6]
- 白金大宮通り[注釈 7]

公共・公益施設の写真
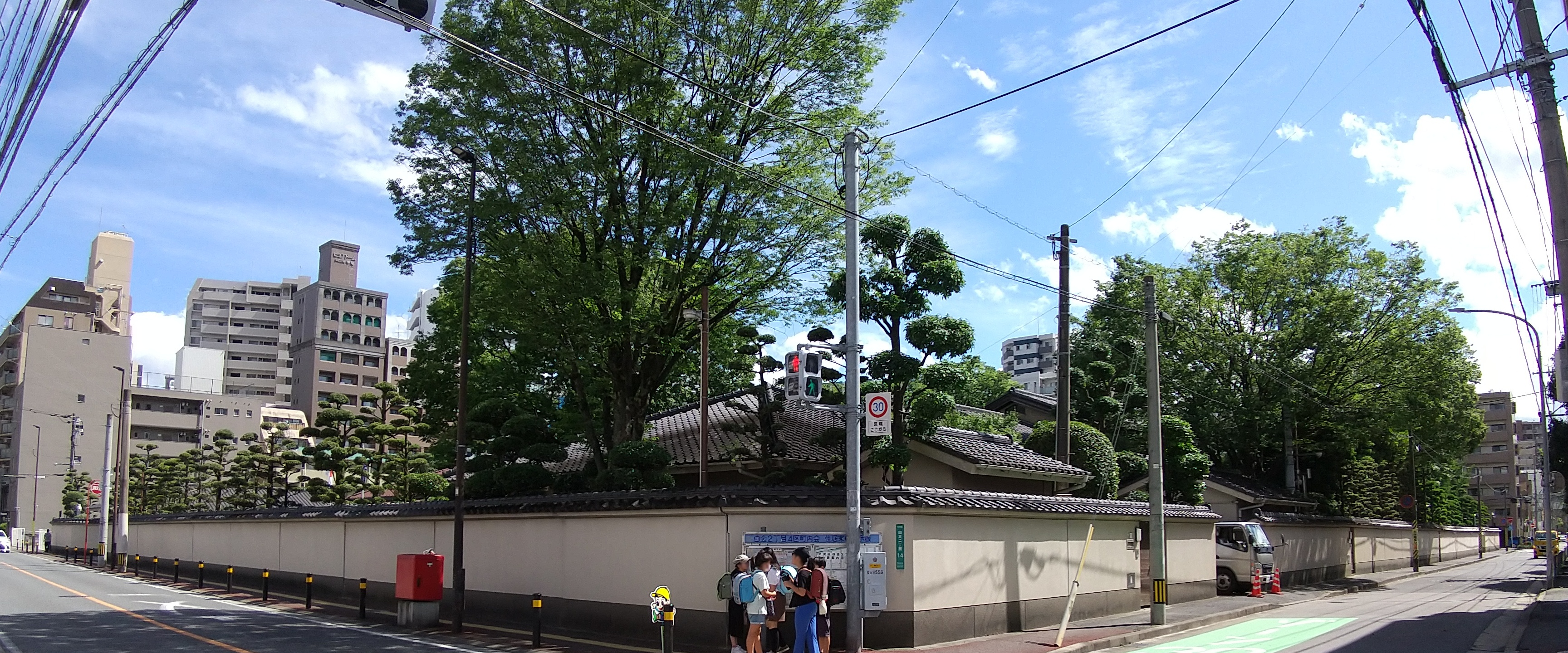
福岡県知事公舎
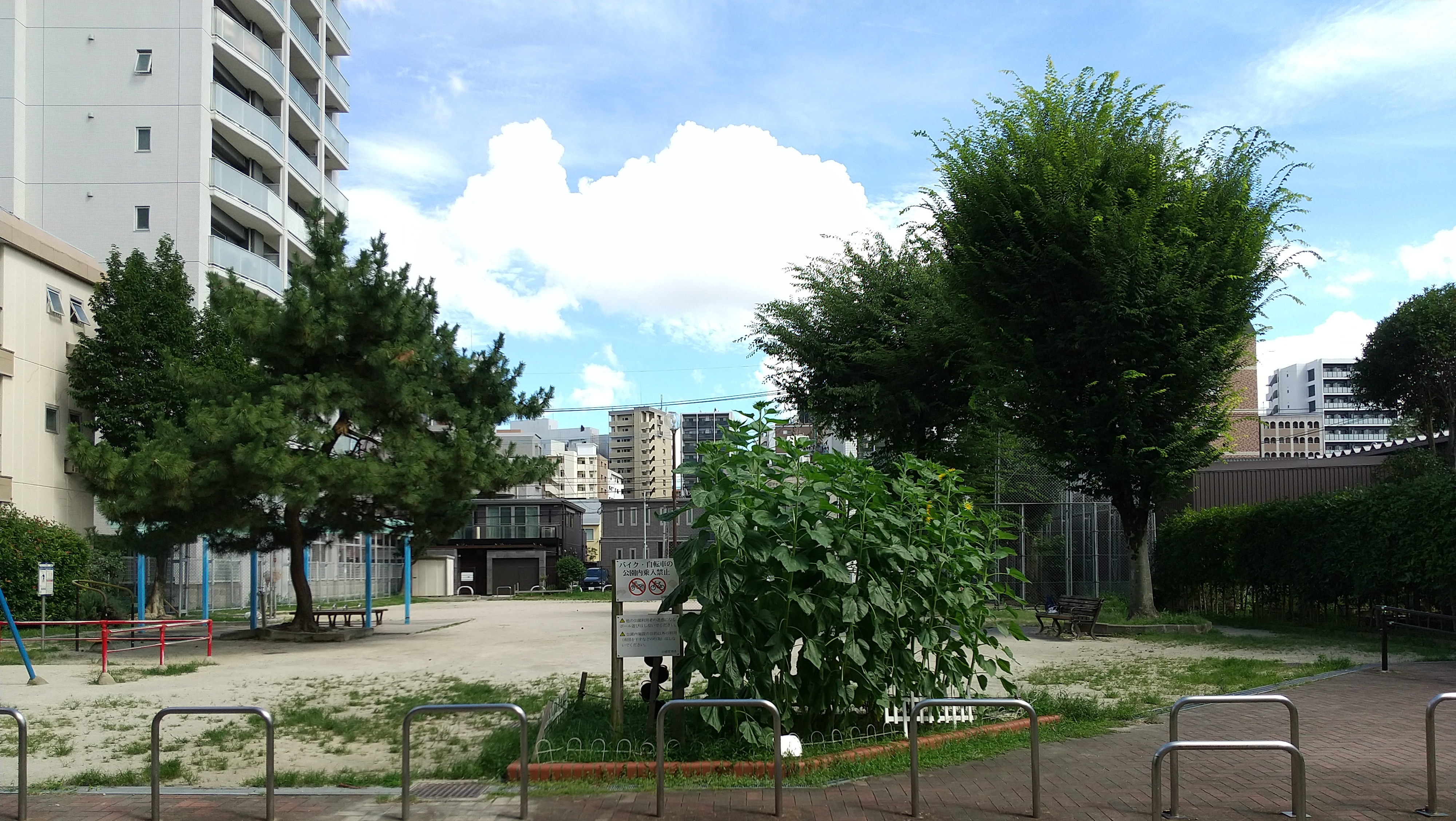
白金公園
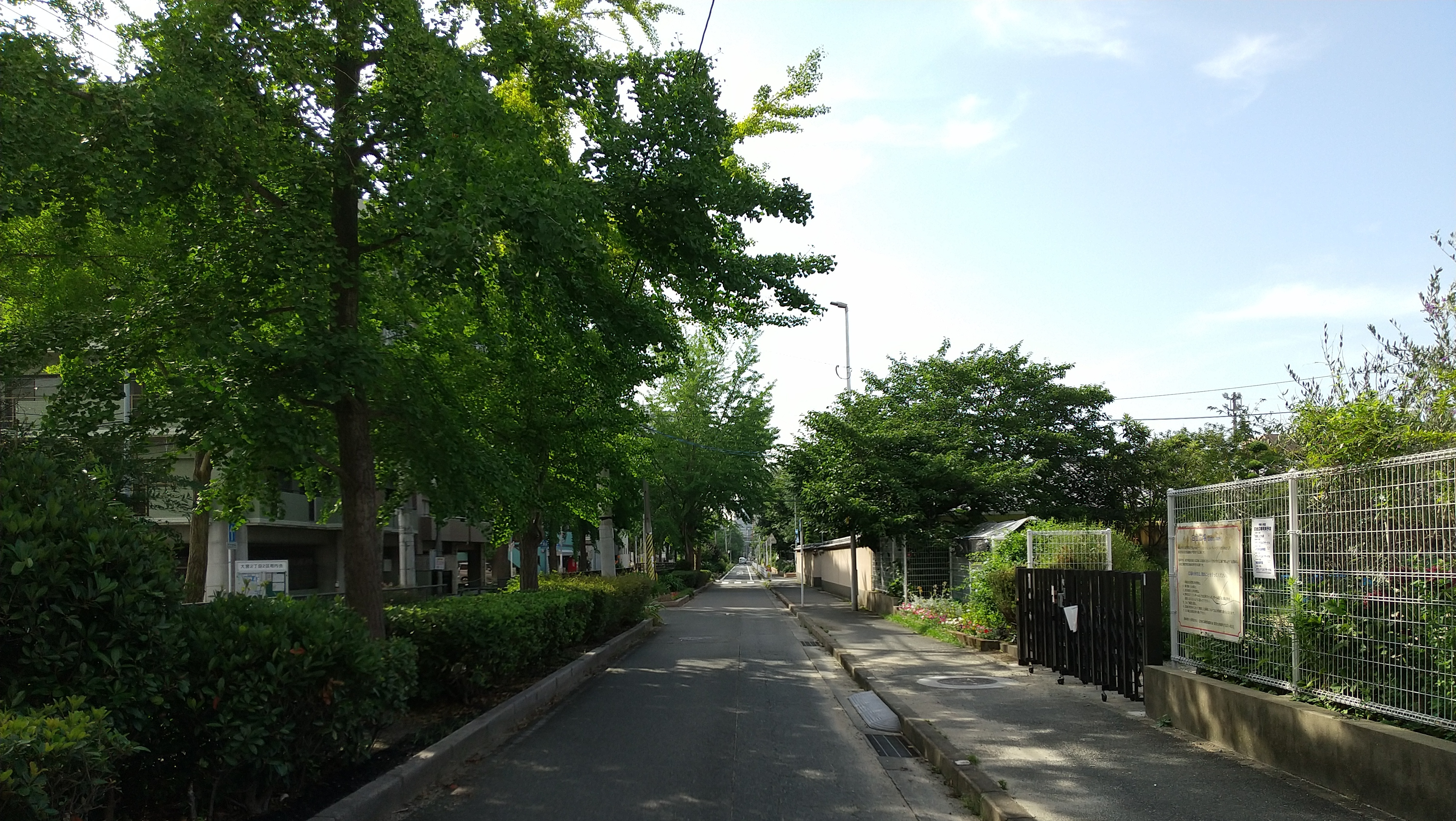
白金大宮通り、薬院新川支流のイチョウ並木道、白金二丁目14番より北西の眺望

### 業務施設
- 理研ビタミン福岡支店
- 花書院本社

### 宿泊施設
- クインテッサホテル福岡天神南[15]

### 教育施設

#### 公立の小学校
- 福岡市立高宮小学校[注釈 8]

小学校の写真
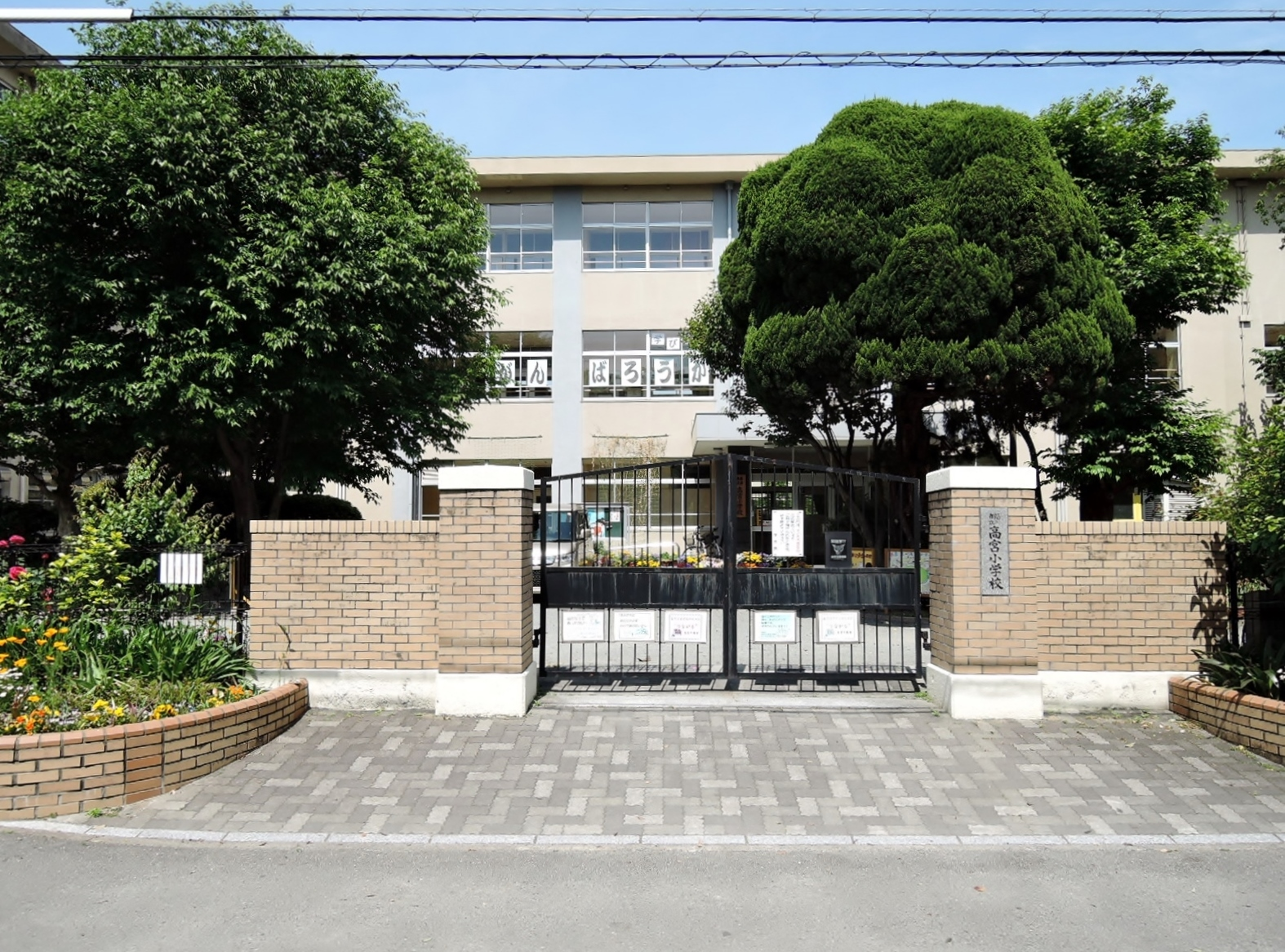
福岡市立高宮小学校

#### 公立の中学校
公立の中学校は町内にはないが、校区については次の学校の校区に属する。
- 福岡市立高宮中学校（所在地：815-0082南区大楠三丁目11番1号）

#### 私立の高等学校
- 星槎国際高等学校 福岡中央学習センター[17]